# 彼得·克利穆克

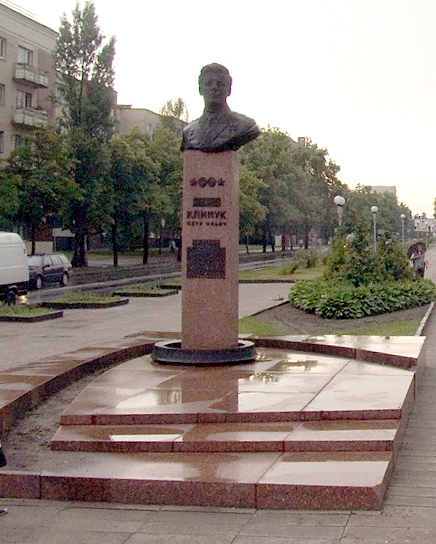
位于布列斯特的半身像

彼得·伊利奇·克利穆克（1942年7月10日—）是白俄罗斯裔苏联宇航员。两次获得苏联英雄荣誉称号。国际宇航科学院通讯院士。

## 生平
1942年7月10日生于白俄罗斯苏维埃社会主义共和国布列斯特州科马罗夫卡村。1963年加入苏联共产党。1964年毕业于切尔尼戈夫高等军事飞行员学校。1965年10月28日入选宇航员队伍。
1973年12月18日，他作为指令长，与飞行工程师列别杰夫乘坐联盟13号飞船进入太空。他们在飞船中做了一些科学实验，12月26日成功降落地面。
1975年1月，他是联盟17号飞船的后备乘员。4月，他是联盟18号飞船的指令长替补，但这次任务火箭一二级分离失败，拉扎列夫和马卡罗夫紧急逃生。在对外保密的情况下，5月24日，他与飞行工程师谢瓦斯季亚诺夫乘坐备用的联盟18号飞船成功升空，并在环绕地球飞行两天后与礼炮4号空间站成功对接。7月26日着陆，创造了63天太空滞在新纪录。
1978年6月27日至7月5日，他进行了生涯的第三次太空任务，与国际宇航员计划的波兰人赫爾曼謝夫斯基乘坐联盟30号飞船，与礼炮6号空间站对接。在太空停留的时间为7天22小时。
1978年退役。随后在能源科研生产联合公司的部门担任党委书记。1991年9月开始担任加加林宇航员培训中心主任。2003年9月25日退休。随后从空军退役。

## 统计
| # | 往返载具 | 发射时间（UTC） | 着陆时间（UTC） | 时长总计       | 舱外活动次数 | 舱外活动时长 |
| - | -------- | --------------- | --------------- | -------------- | ------------ | ------------ |
| 1 | 联盟13号 | 1973年12月18日  | 1973年12月16日  | 7天20小时55分  | 0            | 0            |
| 2 | 联盟18号 | 1975年5月24日   | 1975年7月26日   | 62天23小时20分 | 0            | 0            |
| 3 | 联盟30号 | 1978年6月27日   | 1978年7月5日    | 7天22小时2分   | 0            | 0            |
|   |          |                 |                 | 78天18小时17分 | 0            | 0            |

## 军衔
- 中尉（1964年10月26日晋升）
- 上尉（1967年3月10日）
- 大尉（1968年12月25日）
- 少校（1971年7月30日）
- 中校（1973年12月28日）
- 上校（1975年7月26日）
- 空军少将（1978年7月7日）
- 空军中将（1992年7月8日）
- 空军上将（1998年2月23日）

## 荣誉
- 蘇聯英雄荣誉称号、列宁勋章（1973年12月28日，1975年7月27日）
- 苏联宇航员荣誉称号（1973年12月28日）
- 三级在苏联武装力量中为祖国服务勋章（1984年2月17日）
- 苏联国家奖（1978年）
- 拜科努尔荣誉市民[6]
- 三级祖国功勋勋章（2000年）
- 四级祖国功勋勋章（1996年）
- 太空探索優異獎章（2011年4月12日）[7]